# Camellia rhytidophylla
Camellia rhytidophylla là một loài thực vật có hoa trong họ Theaceae. Loài này được Y.K.Li & M.Z.Yang mô tả khoa học đầu tiên năm 1987.